# Сан-Дамьяно-аль-Колле
Сан-Дамьяно-аль-Колле (итал. San Damiano al Colle, ломб. San Damian) — коммуна в Италии, находится в регионе Ломбардия, в провинции Павия.
Население составляет 754 человека (2008), плотность населения составляет 117 чел./км². Занимает площадь 6 км². Почтовый индекс — 27040. Телефонный код — 0385.
Покровителями коммуны почитаются святые Косьма и Дамиан, врачи безмездные, празднование 26 сентября. 

## Демография
Динамика населения:

## Администрация коммуны
- Официальный сайт: